# 邢傲伟
邢傲伟（1982年2月15日—）出生于山东烟台，原中国体操运动员，以鞍马成绩突出。曾获得1999年世界杯系列赛鞍马冠军，2000年奥运会男子体操团体冠军。

## 家庭背景
邢傲伟出生在烟台的一个普通工人家庭。出生仅4个月后，父母开始分居；4岁时，父母离异；邢傲伟是由母亲张玉萍独自带大的。母亲原是“烟台天津航道局”第二工程处的话务员，后来又下岗失业，收入微薄。出于对独子的疼爱，张玉萍没有选择再婚。母子相依为命，感情深厚。。

## 运动生涯
1987年，还在上幼儿园的邢傲伟被选中，进入烟台市芝罘区体校接受训练，开始了近二十年的职业运动员生涯。他8岁时，进入山东省体操队；12岁，入选国家队；16岁时，在第十三届亚运会上，获得体操团体、以及个人鞍马的冠军。身高170公分的邢傲伟，作为一名体操运动员来说，可谓“身体修长”；加之其整体协调性、节奏性都很好，且动作幅度大、质量高、上肢力量强；因此，在鞍马、单杠、双杠上，他都有特长和优势；曾多次获得洲际比赛和全国比赛冠军；同时，他还是山东省历史上，夺取奥运会冠军的第一人。
2005年，中国第十届全国运动会后，23岁的邢傲伟宣布退役。

### 成绩单
- 1998年 第十三届亚运会  男子体操团体冠军、鞍马冠军、单杠季军
- 1998年 全国锦标赛  男子体操鞍马冠军
- 1998年 世界中学生运动会  男子体操个人全能、自由体操、鞍马、双杠、单杠冠军
- 1999年 全国锦标赛 男子体操鞍马冠军、自由体操亚军
- 1999年 体操世界杯系列赛 男子体操鞍马冠军
- 1999年 体操世界锦标赛 男子体操团体冠军

- 2000年 全国锦标赛 男子体操个人全能、自由体操、鞍马冠军，双杠亚军
- 2000年 第二十七届奥运会 男子体操团体冠军[4][5][6]
- 2000年 世界杯总决赛 男子体操鞍马第三名

- 2001年 东亚运动会 体操男子团体、跳马、单杠冠军
- 2001年 全国锦标赛 男子体操单杠冠军
- 2002年 第十四届亚运会 男子体操团体冠军
- 2003年 体操世界锦标赛 男子体操团体冠军
- 2005年 第十届全国运动会 男子体操单杠亚军

## 体操教练
2005年11月11日，邢傲伟被中国国家体操队任命为正式教练。因此，他也成为了中国体操队最年轻的教练；同时，还是中国第一位体操奥运冠军，在退役后选择留队当教练的运动员。当第二十九届奥运会的火炬传递到山东泰安时，邢傲伟被安排为第一棒传递者。

## 綜藝節目
- 2013年  中国星跳跃 參與者
- 2016年  我們的法則